# Кунакунов, Керимжан Кунакунович
Кунакунов Керимжан Кунакунович (25 ноября 1938 года, село Чон-Арык, Аламединский район, Чуйская область, Киргизская ССР — 11 апреля 2016 года, Бишкек, Кыргызстан) — советский киргизский государственный деятель, министр финансов Киргизской ССР (1986—1992).

## Биография
Родился 25 ноября 1938 года в селе Чон-Арык Аламудунского района Чуйской области. Окончил Фрунзенский финансово-кредитный техникум (1955) и Ленинградский финансово-экономический институт имени Н. А. Вознесенского (1961).
Более 40 лет работал на ответственных и руководящих должностях в финансово-экономической системе страны. Стоял у истоков формирования финансово-кредитной системы Кыргызской Республики.
- 1955—1957 гг. — инспектором-бухгалтер Джалал-Абадского областного управления Гострудсберкасс и Госкредита,
- 1966—1970 гг. — начальник Контрольно-ревизионного управления Министерства финансов Киргизской ССР,
- 1970—1973 гг. — начальник главного управления Госстраха Киргизской ССР,
- 1973—1975 гг. — председатель Фрунзенского городского комитета народного контроля,
- 1975—1979 гг. — заместитель председателя исполнительного комитета города Фрунзе,
- 1979—1981 гг. — заместитель заведующего отделом торговли, плановых и финансовых органов ЦК КП Киргизии,
- 1981—1986 гг. — начальник отдела балансов, нормирования и распределения матресурсов Госплана Киргизской ССР,
- 1986—1992 гг. — министр финансов Киргизской ССР/Кыргызской Республики,
- 1992 г. — государственный советник Президента Кыргызской Республики,
- 1992—1995 гг. — директор Государственной налоговой инспекции Кыргызской Республики,
- 1995—1998 гг. — заместитель директора Государственной финансовой инспекции при Правительстве Кыргызской Республики.

Избирался народным депутатом Верховного Совета Киргизской ССР двух созывов.

## Награды
Был награждён медалью «За трудовую доблесть» (1970), Почетной Грамотой Верховного Совета Киргизской ССР, а также Почётной Грамотой Жогорку Кенеша  Кыргызской Республики (1998).
Заслуженный экономист Кыргызской Республики (1994).